# Tổ chức Hành động vì cộng đồng nông thôn (Anh)
Hành động vì Cộng đồng Nông thôn Anh (Viết tắt: ACRE) là một tổ chức từ thiện đã đăng ký đại diện cho ba mươi tám nhóm thành viên (trước đây gọi là hội đồng cộng đồng nông thôn), tạo nên mạng lưới nông thôn lớn nhất nước Anh. Tổ chức từ thiện tuyên bố sẽ thu hút 52.000 tổ chức cơ sở ở 11.000 cộng đồng nông thôn nhằm giúp đỡ những vùng có kinh tế khó khăn.
ACRE được thành lập vào năm 1987 để đưa các hội đồng cộng đồng nông thôn thành một nhóm duy nhất. Nó nhằm mục đích thu thập bằng chứng từ các tổ chức cơ sở và cộng đồng, để sử dụng trong việc ảnh hưởng đến chính sách quốc gia về các vấn đề nông thôn, bao gồm nhà ở, y tế, giao thông, truy cập internet băng thông rộng, và nghèo đói.
ACRE làm việc với một loạt các nhóm đối tác bao gồm cả nước ngoài lẫn trong nước, những người quan tâm đến việc hỗ trợ các cộng đồng nông thôn. ACRE là thành viên và giữ chức vụ thư ký cho Liên minh Nông thôn - mười ba tổ chức quốc gia hoạt động để thúc đẩy một vùng nông thôn sống và làm việc ở Anh.